# George FitzClarence, I conte di Munster
George Augustus Frederick FitzClarence, I conte di Munster (Londra, 29 gennaio 1794 – Londra, 20 marzo 1842) è stato un generale inglese.

## Biografia
Era figlio illegittimo di Guglielmo IV e della sua amante di lunga data, Dorothea Jordan. Come i suoi fratelli, ebbe pochi contatti con la madre dopo che i suoi genitori si separarono nel 1811, preferendo fare affidamento sulle sue aspettative dal padre.

## Carriera
Fu ufficiale dell'esercito durante la guerra d'indipendenza spagnola e successivamente in India. Il padre, orgoglioso del suoi successi militare, era profondamente preoccupato per i suoi problemi con l'alcool e il gioco d'azzardo, vizi a cui molti dei fratelli di William erano inclini.
Fu creato conte di Munster, visconte FitzClarence e barone Tewkesbury il 4 giugno 1831, e divenne un consigliere segreto nel 1833. George, come i suoi fratelli, era insoddisfatto degli accantonamenti effettuati per lui e questo, combinato con la sua crescente instabilità mentale, fu causa di una serie di litigi con il padre che si concluse in un allontanamento. Anche alla morte della sorella Sophia, figlia prediletta del re, nel mese di aprile 1837, non portò ad una riconciliazione.
Raggiunse il rango di Maggiore Generale nella British Army e ricoprì la carica di aiutante di campo di Guglielmo IV (1830-1837). Ricoprì inoltre la carica di Luogotenente della Torre di Londra (1831-1833), Conestabile e Governatore del Castello di Windsor (1833-1842) e aiutante di campo alla regina Vittoria (1837-1841). Fu eletto presidente della Royal Asiatic Society nel 1841.

## Matrimonio
Sposò, il 18 ottobre 1819, Mary Wyndham (29 agosto 1792-3 dicembre 1842), figlia di George Wyndham, III conte di Egremont e della sua amante Elisabetta Fox. Ebbero sette figli:
- Lady Georgiana Adelaide FitzClarence (28 agosto 1820-11 ottobre 1883);
- Lady Augusta Margaret FitzClarence (29 luglio 1822-5 settembre 1846), sposò Philip Knut de Bonde, ebbero una figlia;
- William FitzClarence, II conte di Munster (19 maggio 1824-30 aprile 1901);
- Frederick Charles George FitzClarence (1 febbraio 1826-17 dicembre 1878), sposò Adelaide Augusta Wilhelmine Sidney, non ebbero figli;
- Lady Mary Gertrude FitzClarence (1832-1834)[5];
- George FitzClarence (15 aprile 1836-24 marzo 1894), sposò Lady Maria Henrietta Scott, ebbero sei figli;
- Edward FitzClarence (8 luglio 1837-23 luglio 1855).

## Morte
FitzClarence si suicidò il 20 marzo 1842 a Londra. Il suo suicidio non fu una sorpresa per la sua famiglia, che era da tempo preoccupata per la sua condizione mentale. Secondo il suo medico, FitzClarence credette che stesse per diventare pazzo, e negli ultimi anni ci sono state speculazioni che soffrisse di una malattia ereditaria, la porfiria, che aveva afflitto il nonno e diversi altri membri della famiglia.

## Ascendenza
|                                                                              |                 |                                                                    | Genitori                                            |  |  | Nonni |  |  | Bisnonni                      |  |  | Trisnonni                                                         |  |
|                                                                              |                 |                                                                    |                                                     |  |  |       |  |  | Federico, principe del Galles |  |  | Giorgio II, re di Gran Bretagna e Irlanda ed elettore di Hannover |  |
|                                                                              |                 |                                                                    |                                                     |  |  |       |  |  | Federico, principe del Galles |  |  | Giorgio II, re di Gran Bretagna e Irlanda ed elettore di Hannover |  |
|                                                                              |                 | Carolina di Brandeburgo-Ansbach                                    |                                                     |  |  |       |  |  | Federico, principe del Galles |  |  |                                                                   |  |
| Giorgio III, re del Regno Unito di Gran Bretagna e Irlanda e re di Hannover  |                 |                                                                    |                                                     |  |  |       |  |  | Federico, principe del Galles |  |  |                                                                   |  |
|                                                                              |                 | Augusta di Sassonia-Gotha-Altenburg                                | Federico II, duca di Sassonia-Gotha-Altenburg       |  |  |       |  |  |                               |  |  |                                                                   |  |
|                                                                              |                 | Augusta di Sassonia-Gotha-Altenburg                                | Federico II, duca di Sassonia-Gotha-Altenburg       |  |  |       |  |  |                               |  |  |                                                                   |  |
|                                                                              |                 | Augusta di Sassonia-Gotha-Altenburg                                | Maddalena Augusta di Anhalt-Zerbst                  |  |  |       |  |  |                               |  |  |                                                                   |  |
| Guglielmo IV, re del Regno Unito di Gran Bretagna e Irlanda e re di Hannover |                 | Augusta di Sassonia-Gotha-Altenburg                                |                                                     |  |  |       |  |  |                               |  |  |                                                                   |  |
|                                                                              |                 | Carlo Ludovico Federico di Meclemburgo-Strelitz, principe di Mirow | Adolfo Federico II, duca di Meclemburgo-Strelitz    |  |  |       |  |  |                               |  |  |                                                                   |  |
|                                                                              |                 | Carlo Ludovico Federico di Meclemburgo-Strelitz, principe di Mirow | Adolfo Federico II, duca di Meclemburgo-Strelitz    |  |  |       |  |  |                               |  |  |                                                                   |  |
|                                                                              |                 | Carlo Ludovico Federico di Meclemburgo-Strelitz, principe di Mirow | Cristiana Emilia di Schwarzburg-Sondershausen       |  |  |       |  |  |                               |  |  |                                                                   |  |
| Carlotta di Meclemburgo-Strelitz                                             |                 | Carlo Ludovico Federico di Meclemburgo-Strelitz, principe di Mirow |                                                     |  |  |       |  |  |                               |  |  |                                                                   |  |
|                                                                              |                 | Elisabetta Albertina di Sassonia-Hildburghausen                    | Ernesto Federico I, duca di Sassonia-Hildburghausen |  |  |       |  |  |                               |  |  |                                                                   |  |
|                                                                              |                 | Elisabetta Albertina di Sassonia-Hildburghausen                    | Ernesto Federico I, duca di Sassonia-Hildburghausen |  |  |       |  |  |                               |  |  |                                                                   |  |
|                                                                              |                 | Elisabetta Albertina di Sassonia-Hildburghausen                    | Sofia Albertina di Erbach-Erbach                    |  |  |       |  |  |                               |  |  |                                                                   |  |
| George FitzClarence, I conte di Munster                                      |                 | Elisabetta Albertina di Sassonia-Hildburghausen                    |                                                     |  |  |       |  |  |                               |  |  |                                                                   |  |
|                                                                              | Nathaniel Bland | rev. James Bland                                                   |                                                     |  |  |       |  |  |                               |  |  |                                                                   |  |
|                                                                              | Nathaniel Bland | rev. James Bland                                                   |                                                     |  |  |       |  |  |                               |  |  |                                                                   |  |
|                                                                              | Nathaniel Bland | Lucy Brewster                                                      |                                                     |  |  |       |  |  |                               |  |  |                                                                   |  |
| Francis Bland                                                                | Nathaniel Bland |                                                                    |                                                     |  |  |       |  |  |                               |  |  |                                                                   |  |
|                                                                              |                 | Lucy Heaton                                                        | Francis Heaton                                      |  |  |       |  |  |                               |  |  |                                                                   |  |
|                                                                              |                 | Lucy Heaton                                                        | Francis Heaton                                      |  |  |       |  |  |                               |  |  |                                                                   |  |
|                                                                              |                 | Lucy Heaton                                                        | Elizabeth Curtis                                    |  |  |       |  |  |                               |  |  |                                                                   |  |
| Dorothea Jordan                                                              |                 | Lucy Heaton                                                        |                                                     |  |  |       |  |  |                               |  |  |                                                                   |  |
|                                                                              |                 | …                                                                  | …                                                   |  |  |       |  |  |                               |  |  |                                                                   |  |
|                                                                              |                 | …                                                                  | …                                                   |  |  |       |  |  |                               |  |  |                                                                   |  |
|                                                                              |                 | …                                                                  | …                                                   |  |  |       |  |  |                               |  |  |                                                                   |  |
| Grace Phillips                                                               |                 | …                                                                  |                                                     |  |  |       |  |  |                               |  |  |                                                                   |  |
|                                                                              |                 | …                                                                  | …                                                   |  |  |       |  |  |                               |  |  |                                                                   |  |
|                                                                              |                 | …                                                                  | …                                                   |  |  |       |  |  |                               |  |  |                                                                   |  |
|                                                                              |                 | …                                                                  | …                                                   |  |  |       |  |  |                               |  |  |                                                                   |  |
|                                                                              |                 | …                                                                  |                                                     |  |  |       |  |  |                               |  |  |                                                                   |  |